# Министерство общего машиностроения СССР (1965—1991)
Министерство общего машиностроения СССР (МОМ) — государственный орган, общесоюзное министерство в рамках Совета Министров СССР. Министерство объединяло и координировало работу огромного количества предприятий и научных организаций, связанных с производством ракетного вооружения и ракетно-космической техники.
Министерство образовано 2 марта 1965 года Указом Президиума Верховного Совета СССР, путем выделения из Государственного комитета по оборонной технике.
1 декабря 1991 года на основании постановления Госсовета СССР Министерство общего машиностроения было упразднено.
В 2013 году, когда обсуждалось, как должна выглядеть структура ракетно-космической отрасли России, Дмитрием Рогозиным рассматривалось предложение президента Владимира Путина вернуться к варианту Министерства общего машиностроения[значимость факта?].
Преемником министерства является государственная корпорация по космической деятельности «Роскосмос».

## История
В декабре 1917 года был учреждён первый Высший совет народного хозяйства РСФСР, из которого в последующем будет выделен Наркомат тяжёлой промышленности, а из него в свою очередь Народный комиссариат боеприпасов СССР ставший позднее Министерством сельскохозяйственного машиностроения, Народный комиссариат авиационной промышленности СССР ставший Министерством авиационной промышленности и, наконец, в ноябре 1917 года были образованы Народный комиссариат по военным делам РСФСР и Народный комиссариат по морским делам РСФСР которые сначала объединят, а со временем преобразуют в Министерство обороны СССР, взявшее на себя управлении РККА. В 1921 году, по предложению Н. Тихомирова, в комитет по делам изобретений в ВСНХ при Главном артиллерийском управлении РККА" была создана Газодинамическая лаборатория (ГДЛ) которая занималась разработкой жидкостных ракетных двигателей (ЖРД).
31 октября 1933 года по ходатайству М. Тухачевского при Наркомате тяжёлой промышленности был основан Реактивный институт (РНИИ) в который вошли ГДЛ и Группа изучения реактивного движения (ГИРД), созданная 15 сентября 1931 года.

### 1945 — 1965 годы
13 мая 1946 года был создан Специальный комитет по реактивной технике при Совете министров Союза ССР.

### 1965 и последующие годы
Министерство образовано 2 марта 1965 года Указом Президиума Верховного Совета СССР путём выделения из Седьмого главного управления Государственного комитета по оборонной технике (ГКОТ). Первым руководителем вновь образованного министерства стал Сергей Александрович Афанасьев В том же году Керим Керимов возглавил Третье Главное управление Министерства общего машиностроения СССР, а в 1966 году он стал председателем Государственной комиссии по пилотируемым полётам, лично давал разрешение на отправку в космос всех экипажей и принимал их рапорты после возвращения на Землю вплоть до 1991 года. 21 января 1977 года у министерства появляется собственный профсоюз. В 1983 году министерство возглавил кандидат технических наук Олег Дмитриевич Бакланов 6 февраля 1985 году в министерстве появляется Управление по созданию и использованию космической техники для народного хозяйства, научных исследований и международного сотрудничества в мирном освоении космоса «Главкосмос СССР». С 1988 года место министра занимал Виталий Хуссейнович Догужиев, а в 1989 году его на этом посту сменил Олег Николаевич Шишкин ставший последним руководителем Министерства общего машиностроения СССР.
1 декабря 1991 года Министерство общего машиностроения было упразднено на основании постановления Государственного совета СССР от 14 ноября того же года, а 25 февраля 1992 года указом Президента РФ № 185 от 25 февраля 1992 года «О структуре управления космической деятельностью в Российской Федерации» образовано «Российское космическое агентство» (РКА).
В 2013 году, когда шло обсуждение того, как будет выглядеть структура ракетно-космической отрасли, среди прочих вариантов, было предложение вернуться к советскому варианту «Министерства общего машиностроения», которое по сути и было «Министерством космоса». Основной целью этой реструктуризации являлось желание избавиться от реликтов 90-х годов с непрозрачными схемами управления, финансирования, а порой и владения, которые образовались после развала «Минобщемаша», такими как «РКК „Энергия“».

Президент России В. Путин: «В космической отрасли практически все принадлежит государству, либо государство имеет контрольный пакет. В целом, я не исключаю этого, прошу Дмитрия Олеговича Рогозина, председателя правительства, подумать над этим еще раз, в принципе, не исключаю, что можно было бы здесь и министерство создать.»

В апреле 2015 года в Государственную думу был внесён президентский законопроект о создании госкорпорации по космической деятельности «Роскосмос», согласно которому среди прочего госкорпорация признается преемником «Министерства общего машиностроения СССР».

## Деятельность
Первой вехой в становлении нового министерства было участие в организации работ по строительству космодрома Байконур, датой основания которого считается 2 июня 1955 года, когда была утверждена организационно-штатная структура 5-го Научно-исследовательского испытательного полигона. Первый пуск, межконтинентальной баллистической ракеты Р-7, состоялся 5 мая 1957 года. Хотя само министерство было создано незадолго до основания космодрома, это не помешало ему примерно 40 лет управлять им совместно с «Министерством обороны».

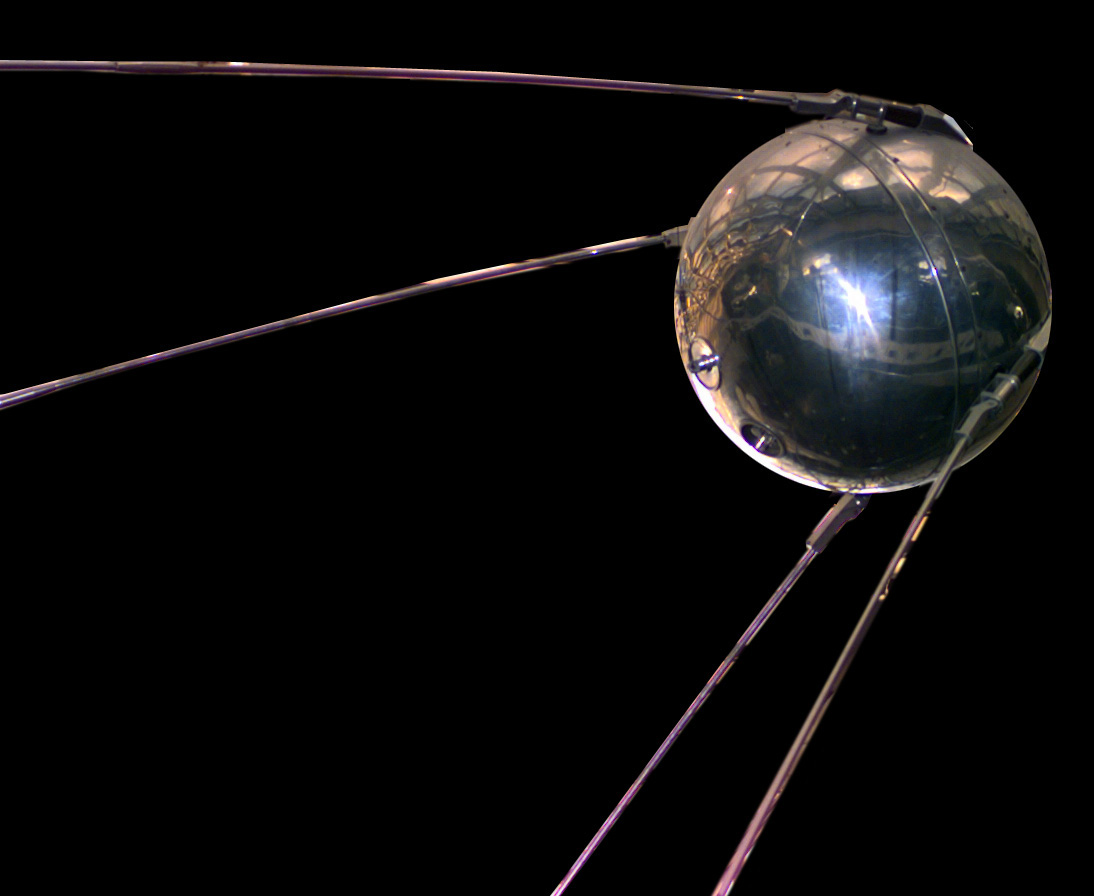
«Спутник-1».

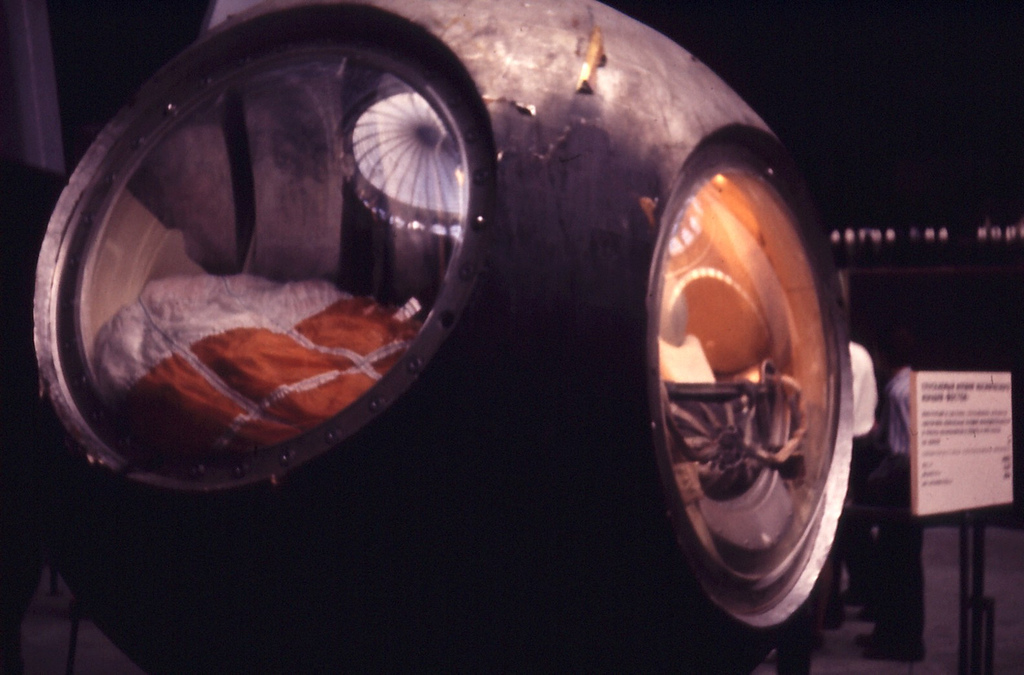
Капсула корабля «Восток-1» в музее космонавтики.

Поскольку МОМ, на протяжении долгого времени работало совместно с Министерством обороны, основание в 15 июля 1957 года военного космодрома Плесецк, кажется вполне закономерным плодом совместных усилий.
Следующей важной вехой среди заслуг министерства можно считать запуск специалистами Байконура 4 октября 1957 года первого ИСЗ «Спутник-1». Это событие принесло славу советским инженерам, конструкторами и всей стране.
Но куда более грандиозным и значимым был запуск 12 апреля 1961 года космического корабля «Восток-1» пилотом которого был Юрий Гагарин, ставший первым человеком в космосе.
С 1965 года отвечало за разработку межконтинентальных баллистических ракет наземного (МБР) и морского (БРПЛ) (напр., ракета, Р-12, которая производилась сразу на четырех предприятиях МОМ).

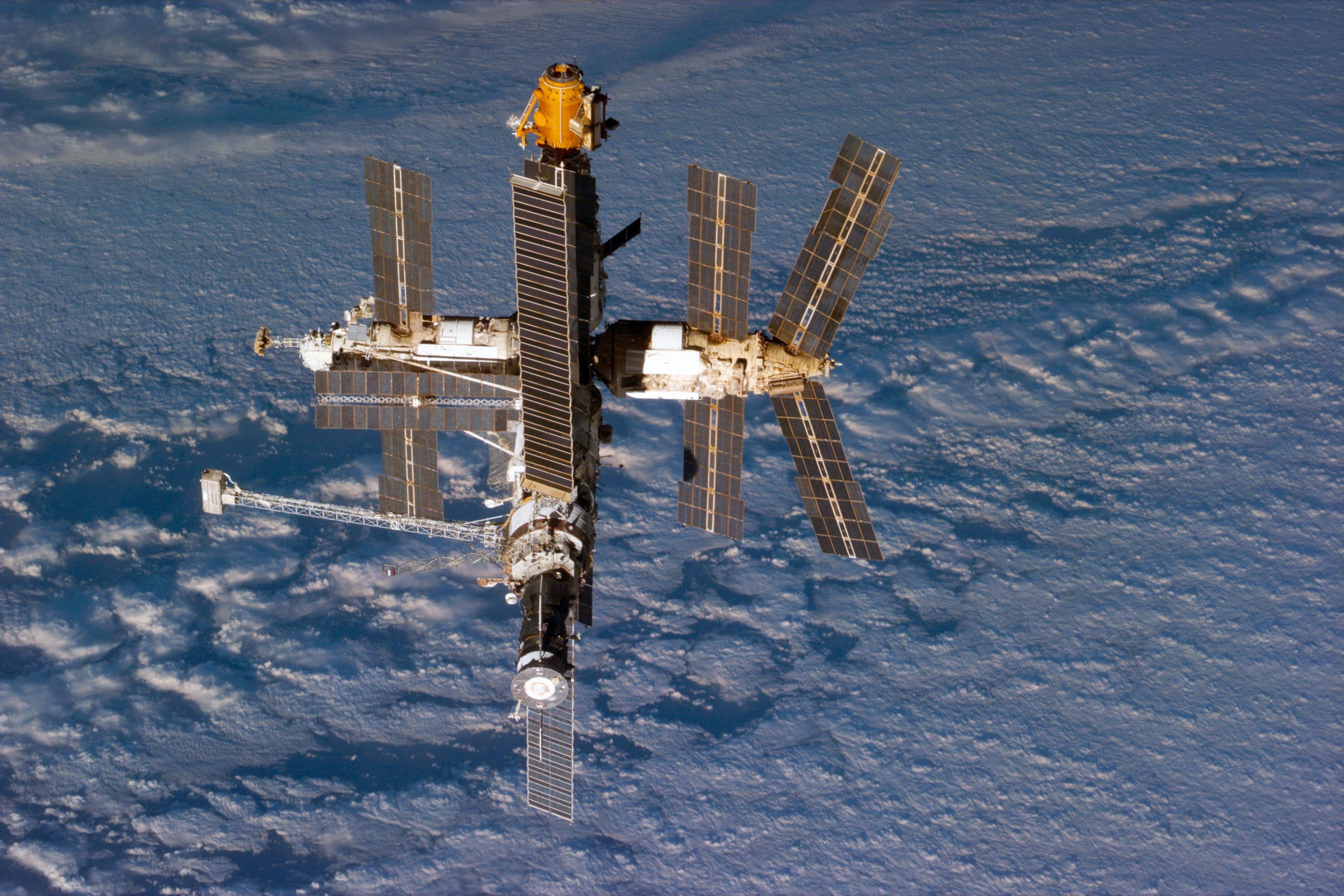
Советская орбитальная станция «Мир»

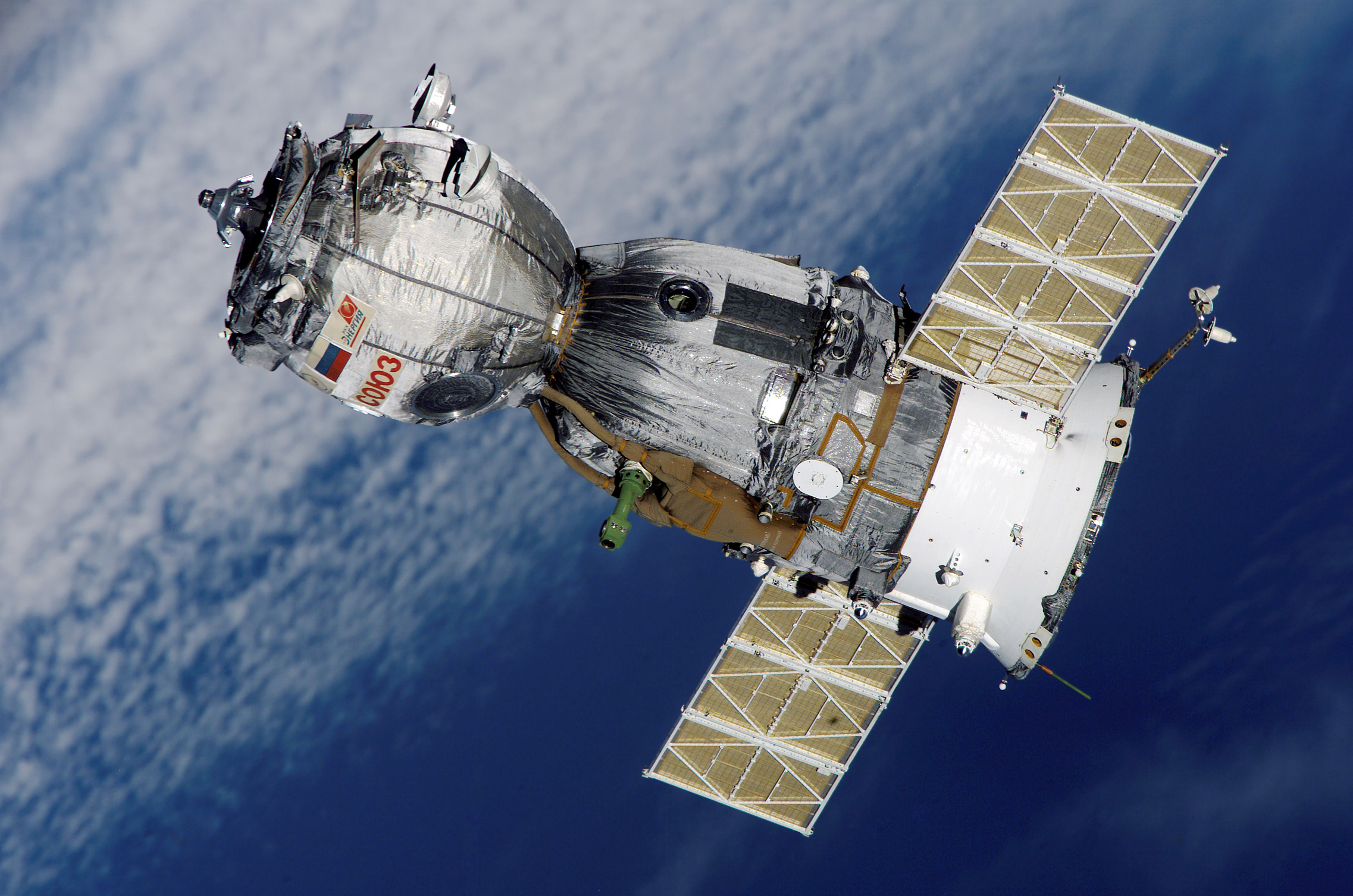
Космический корабль «Союз»

Не менее значимым можно считать разработку и внедрение трёхступенчатых ракет-носителей «Союз» предназначенных для выведения на круговую орбиту Земли с неизменным наклонением орбиты пилотируемых космических кораблей типа «Союз» и автоматических космических аппаратов серии «Космос». Дело в том что именно благодаря этим ракето-носителям с апреля по август 1974 года были запущены два корабля «Союз», замаскированные под космические корабли «Космос-638» и «Космос-672», что являлось репетицией перед стыковкой «Союз — Аполлон» 15 июля 1975 года в 15.20 по московскому времени, за которой наблюдал лично министр «Минобщемаш» Сергей Афанасьев.
Выведение на орбиту первого спутника «ГЛОНАСС» 12 октября 1982 года, работа над системой началась еще в 1970 годах, а в 1993 году была принята на вооружение российской армией.
Очередным большим успехом была разработка и выведение на орбиту 20 февраля 1986 года первого модуля пилотируемой научно-исследовательской орбитальной станции «Мир», эксплуатация которой должна была прекратиться через пять лет, но продлилась в три раза дольше.

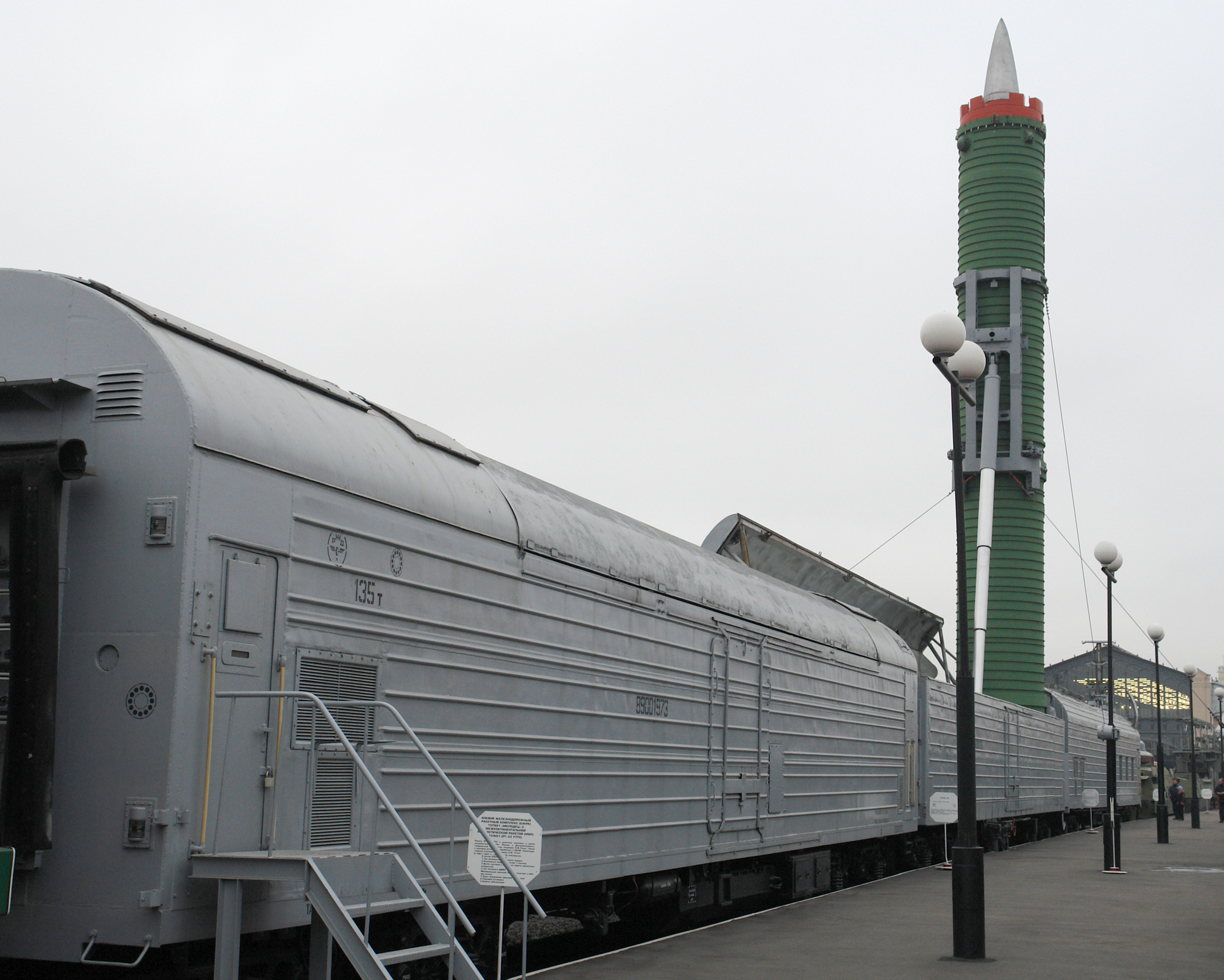
«БЖРК»

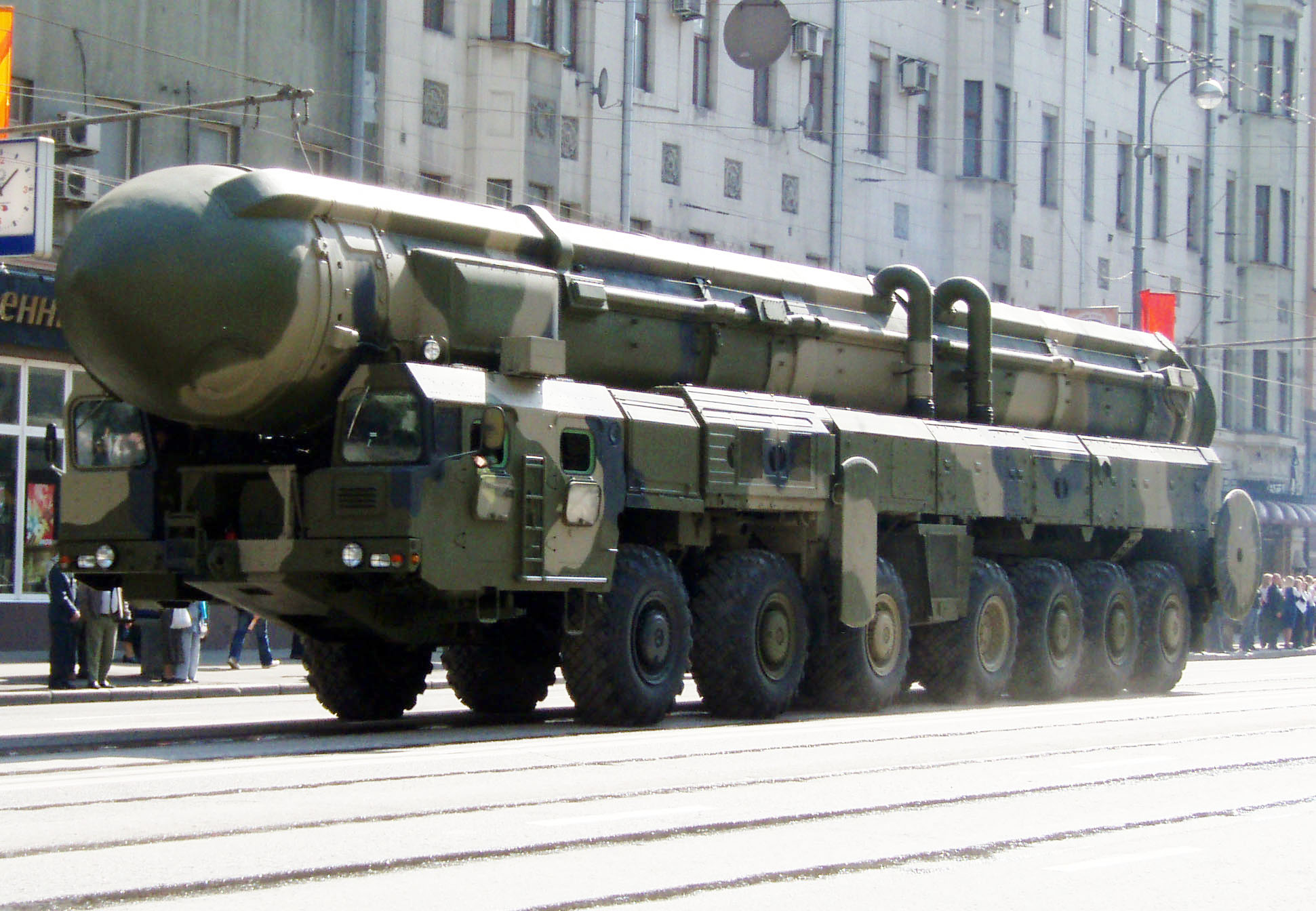
РТ-2ПМ «Тополь».

Важным для оборонительного комплекса страны стало появление на свет в 1988 году подвижного грунтового ракетного комплекса стратегического назначения с трёхступенчатой твердотопливной МБР РТ-2ПМ «Тополь».
Последним большим достижением в роботе министерства в космической сфере стало создание к 1988 году многоразовой транспортной космической системы «Буран». Это был совместный проект Министерства авиационной промышленности (МАП) и Министерства общего машиностроения
И наконец — завершение работ по созданию боевого железнодорожного ракетного комплекса в 1990 году, разработка которого была начата еще в далеком 1969 году, по приказу министра МОМ.
Последним проектом министерства до его ликвидации было создание и изготовление блоков для индийской ракеты-носителя GSLV, оно велось на основании соглашений, подписанных в 1991 и 1993 годах. между ISRO и Главкосмосом Министерства общего машиностроения СССР.

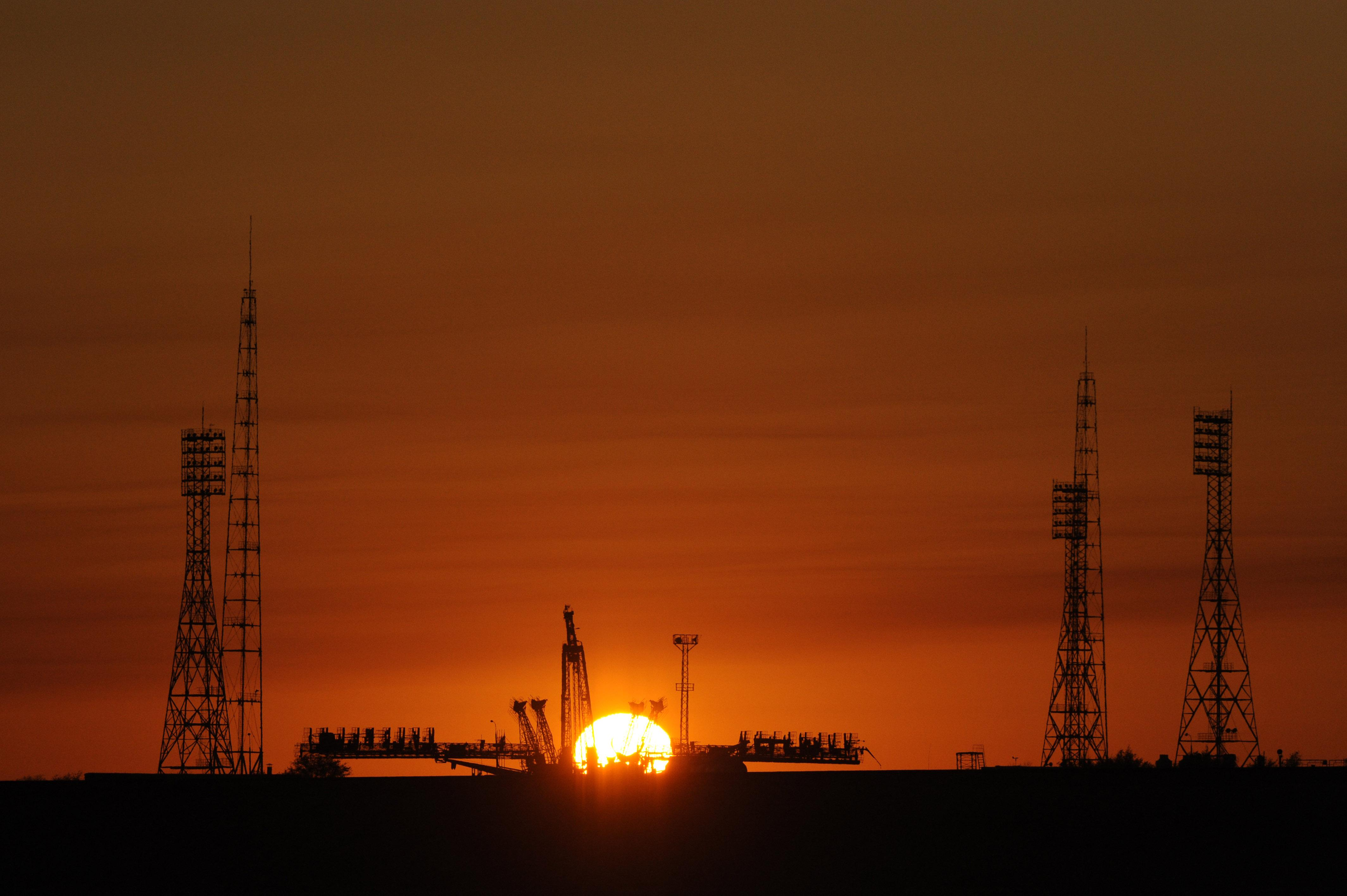
Байконур.
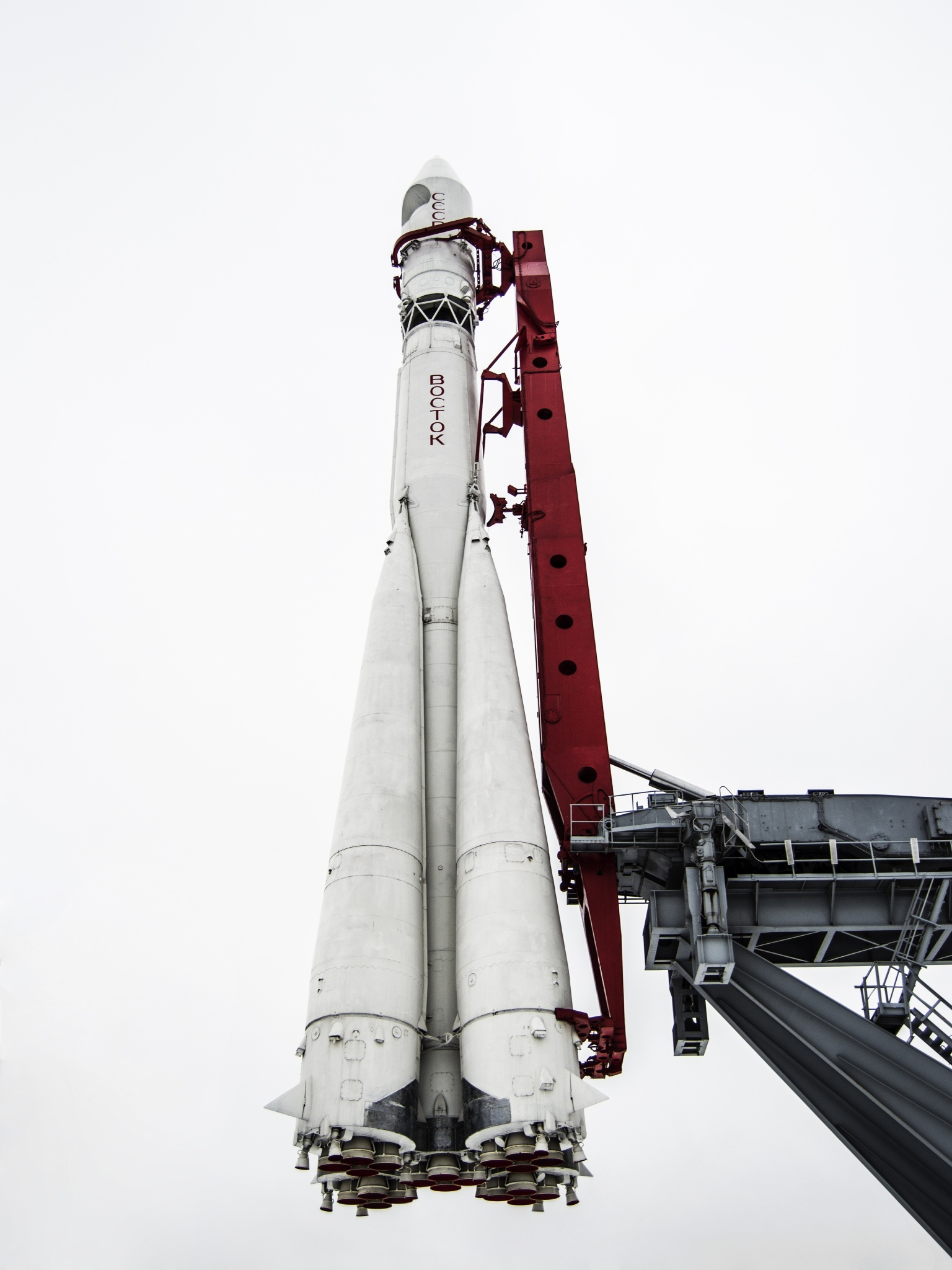
Ракета-Носитель Восток.
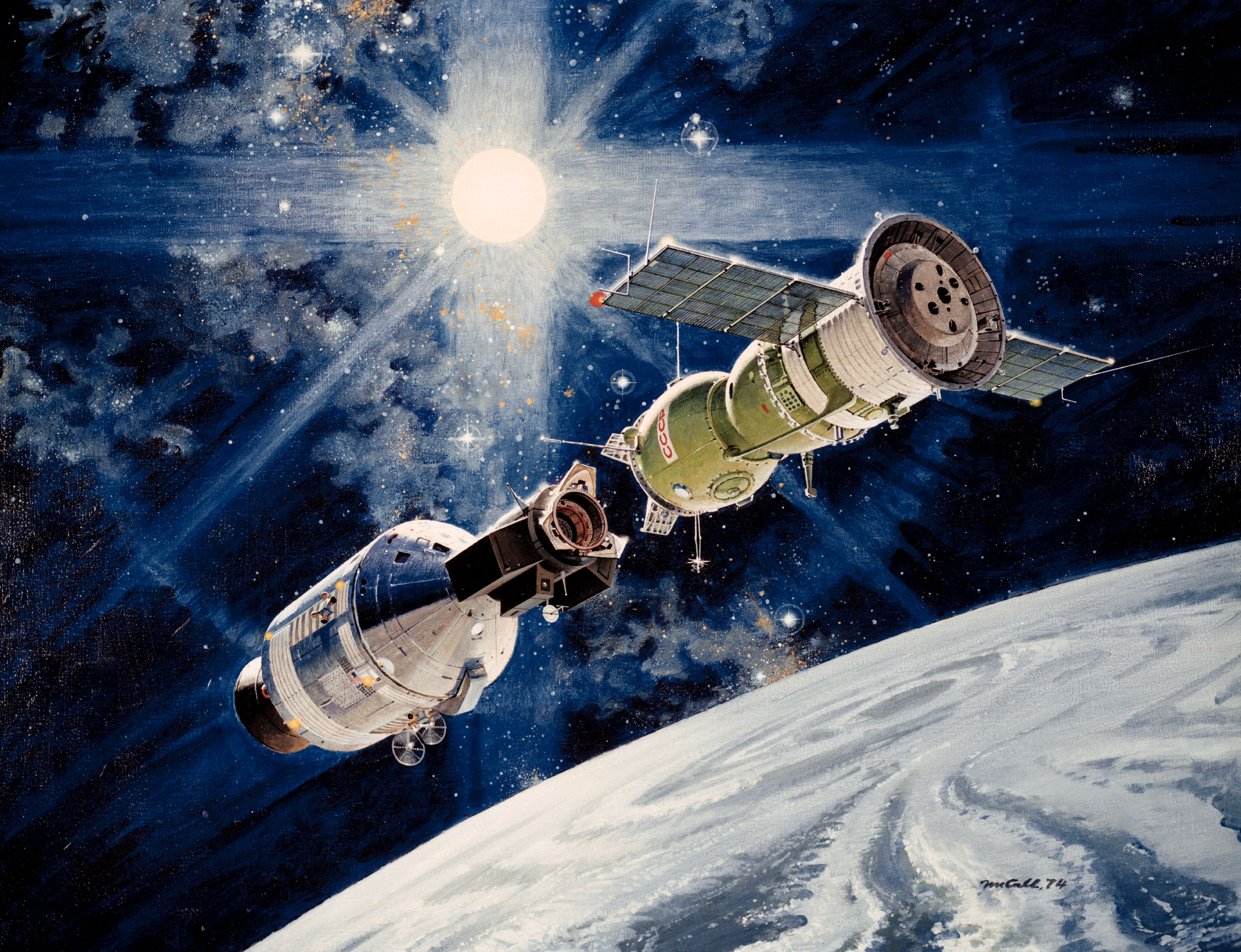
Стыковка Союз-Аполлон.
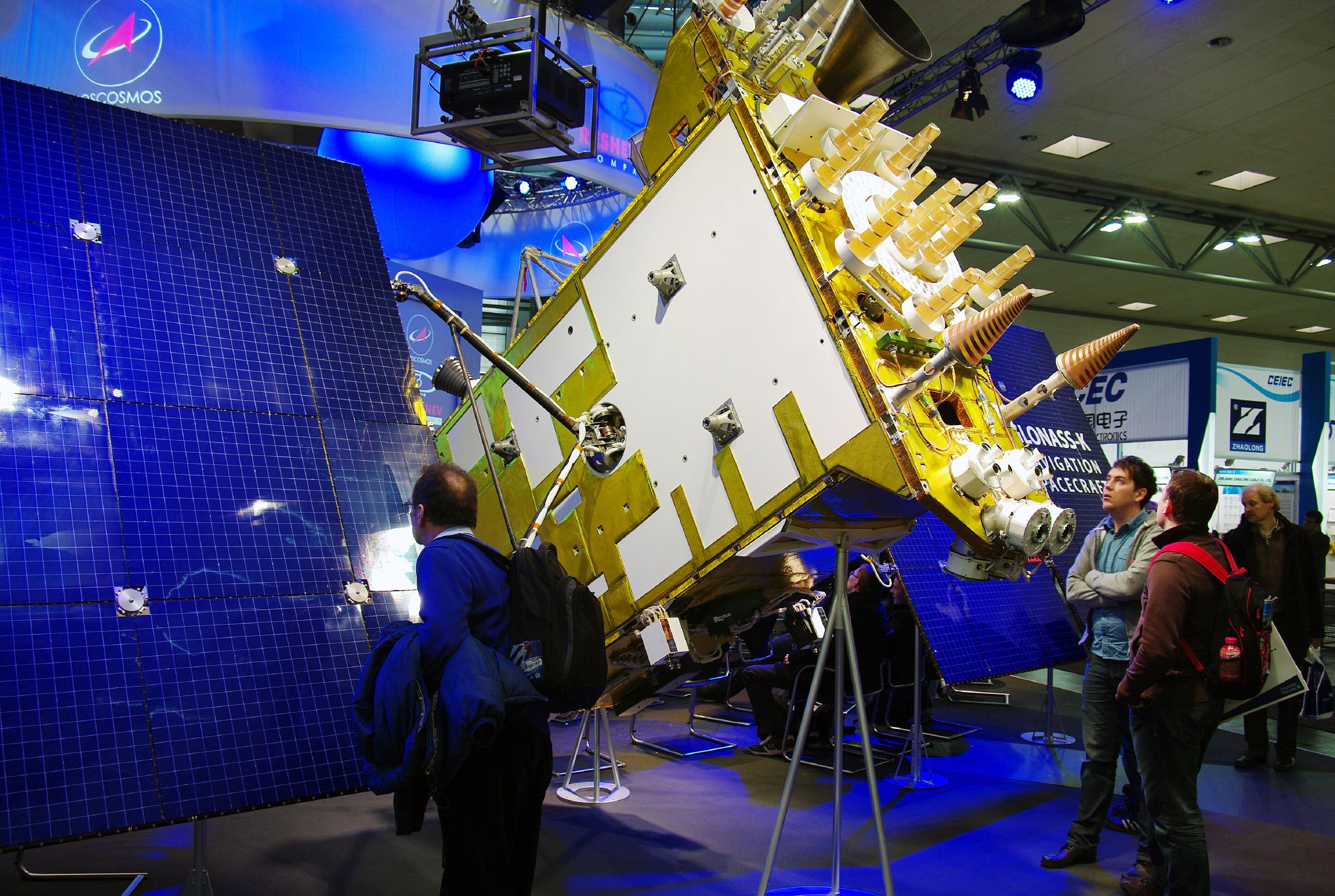
Глоба́льная навигацио́нная спу́тниковая систе́ма.
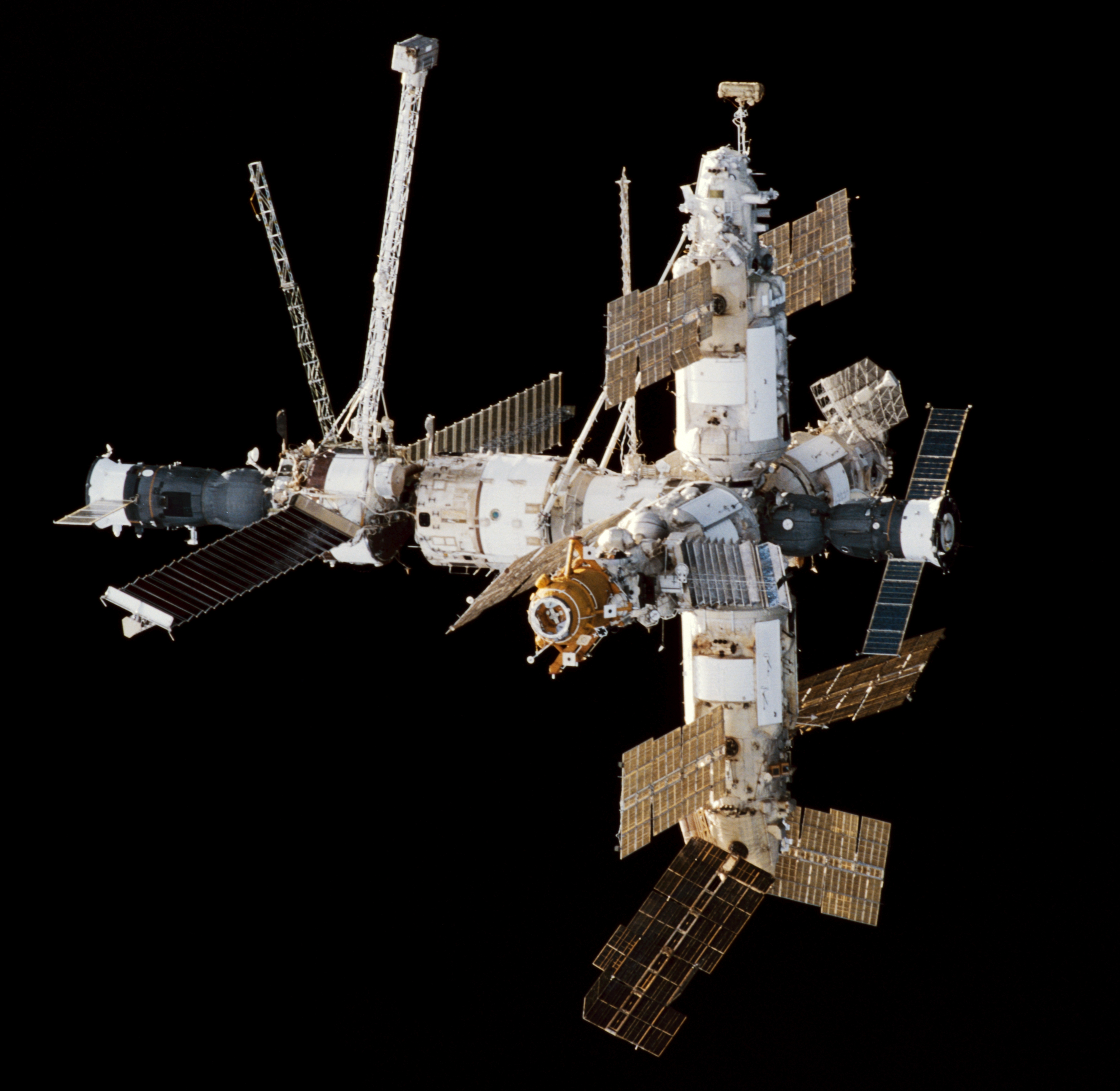
Советская орбитальная станция Мир.

## Руководители
- Афанасьев, Сергей Александрович (2 марта 1965 — 8 апреля 1983)
- Бакланов, Олег Дмитриевич (8 апреля 1983 года — 25 марта 1988 года)
- Догужиев, Виталий Хуссейнович (25 марта 1988 — 7 июня 1989)
- Шишкин, Олег Николаевич (17 июля 1989 — 28 августа 1991 года, с 28 августа по 26 ноября 1991 года - и. о.)

## Ведомственные награды
- Знак «Лучший рационализатор Министерства общего машиностроения» —— вручался в 1970 годах[63].
- Знак «Лучший изобретатель Министерства общего машиностроения» — вручался до 1991 года[64].
- Знак «Отличник социалистического соревнования Министерства общего машиностроения» — положение о знаке утверждено приказом № 134 от 1 сентября 1955 года. Знак вручался в 1950—1970-е годы[65][66].